# امان‌دره، سمرقند
اماندارا (به لاتین: Amandara) یک منطقهٔ مسکونی در ازبکستان است که در استان سمرقند واقع شده‌است.